# Dwór Fischera
Dwór Fischera – wybudowany w XVIII w. nad ujściem Wisły, odkupiony na początku XIX w. przez mennonicką rodzinę Fischerów.

## Historia
Dwukondygnacyjny, nakryty dachem mansardowym, otoczony zielenią dwór wzniesiony został przez Matthiasa Broschkego pod koniec XVIII wieku, przy zbudowanej przez niego w latach 1803–1805 drodze, łączącej Nowy Port z Gdańskiem, nazwanej wkrótce jego imieniem (Broschkirscherweg, potem Weichselstraße). Był to okres gwałtownego rozwoju Nowego Portu, wspieranego przez króla Prus, który po rozbiorze Polski dążył do rozwinięcia konkurencyjnego dla Gdańska portu.
W 1804 posiadłość odkupili Fischerowie. Był to znany gdański ród browarników, posiadający niewielkie browary przy ul. Korzennej i na Starych Szkotach. Tu kontynuowali działalność na bazie znajdującego się obok browaru, który powstał prawdopodobnie w 1708. Od 1804 był w posiadaniu rodziny Fischer co wyraźnie podkreślano na pokrywach beczek z piwem (seit 1804 im Besitz der Familie Fischer). Dzięki kolejnemu z właścicieli browaru – Richardowi Fischerowi (1818–1888), rajcy miejskiemu, wybrukowano ulice w dzielnicy, zaś mniej zamożni mieszkańcy otrzymywali do picia wodę źródlaną. Na jego cześć nazwano jedną z ulic Nowego Portu – Fischerstrasse (obec. Rybołowców). W 1867 Richard Fisher kupił pałacyk Hochwasser (Stawowie) w Sopocie. Do 1914 część produkcji eksportowano do krajów skandynawskich, Belgii, Holandii. Do Anglii eksportowano około 50% ekstrakt piwa jopejskiego („spruce black beer“). Eksport ułatwiała lokalizacja: działka leżała w bliskiej odległości od portowego kanału. W browarze produkowano również likiery. Do 1915 właścicielem browaru i dworu był Georg Fischer, następnie Erich Fischer, a od 1939 Paul Fischer. Warzenie piwa kontynuowano do zniszczenia browaru w 1945.
Po wojnie dwór przeszedł na własność państwa, do 2006 był zamieszkany. W 2014 w budynku wybuchł pożar. Obecnie obiekt jest opuszczony, niszczejący, podstemplowany, w bardzo złym stanie technicznym.